# Death of Us
Death of Us è un singolo della cantante norvegese Elsie Bay, pubblicato il 10 gennaio 2022 su etichetta discografica Universal Music AS.

## Descrizione
Il 10 gennaio 2022 è stato annunciato che con Death of Us Elsia Bay avrebbe preso parte a Melodi Grand Prix, il programma di selezione del rappresentante norvegese all'annuale Eurovision Song Contest. Il singolo è stato pubblicato in digitale il medesimo giorno. Durante la finale evento, che si è svolta il 19 febbraio, Elsie Bay ha avuto accesso alla super finale a quattro, senza però accedere al duello finale.

## Tracce
Testi e musiche di Elsa Søllesvik, Andreas Stone Johansson e Jonas Holteberg Jensen.
1. Death of Us – 3:08